# هان داني
هان داني هي لاعبة هوكي الجليد صينية، ولدت في 9 يناير 1991.

## روابط خارجية
- هان داني على موقع EliteProspects.com (الإنجليزية)
- هان داني على موقع Eurohockey.com (الإنجليزية)
- هان داني على موقع اللجنة الأولمبية الدولية (الإنجليزية)
- هان داني على موقع أوليمبيديا (الإنجليزية)